# Lamprogaster corusca
Lamprogaster corusca är en tvåvingeart som beskrevs av Mcalpine 1973. Lamprogaster corusca ingår i släktet Lamprogaster och familjen bredmunsflugor. Inga underarter finns listade i Catalogue of Life.